# 西寺林町
西寺林町（にしてらばやしちょう Nishiterabayashi-chō）は、奈良県奈良市の中央部、市街地の中央部に位置する地区である。郵便番号は630-8372。

## 地理
奈良市の中央部で市街地の中央部に位置する。西は光明院町、北は南市町、東は東寺林町に接する。
東西に通る道路を挟んで古い趣のある商店が20軒ほど並び、商店街を形成している。　近年では日本だけでなく海外からの観光客の来訪も多い。

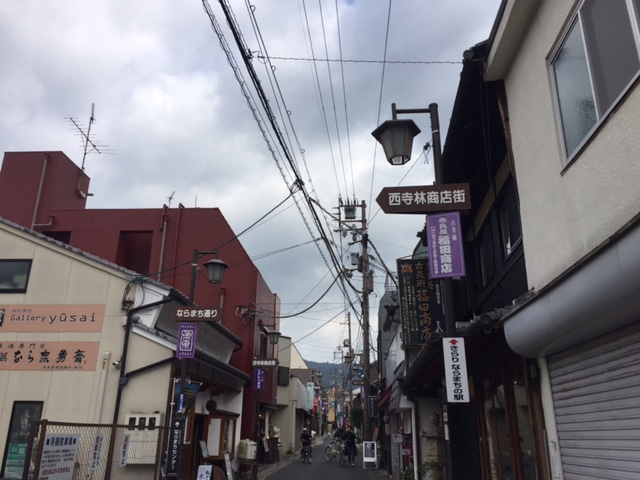
町の風景

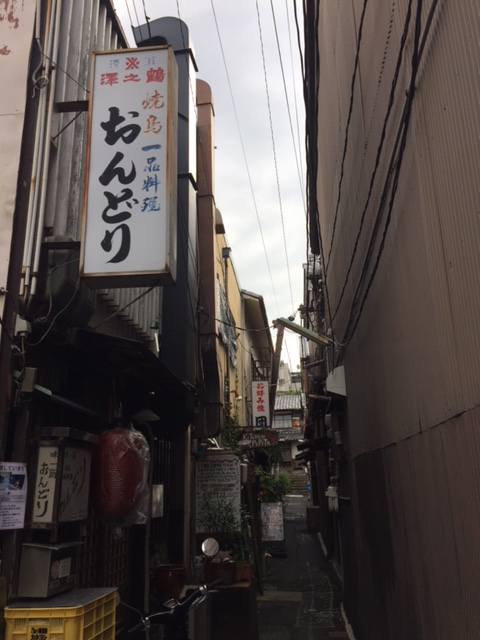
町内の古いお店

## 地名の由来
かつて、この辺りは元興寺の境内で、樹木が生い茂っていたところからこの町名になったと伝えられている。西寺林というのは東寺林に対し、その位置が西にあることによる。

## 歴史
室町時代から江戸時代まで西寺林郷という名称だった。室町時代には「西寺林番匠」などの職人が住んでいた。江戸時代から西寺林町とい町名になった。寺林通りは四条坊門通りと称されていた。明治22年に奈良町に属し、明治31年に奈良市に所属した。

## 小・中学校の学区
- 奈良市立椿井小学校・奈良市立三笠中学校の学区に属する。

## 交通

### 鉄道路線
近鉄奈良駅から徒歩15分程度。